# Sînkovîci, Jovkva
Sînkovîci (în ucraineană Синьковичі) este un sat în comuna Zabirea din raionul Jovkva, regiunea Liov, Ucraina.

## Demografie
Componența lingvistică a localității Sînkovîci
     Ucraineană (99,83%)
     Alte limbi (0,17%)
Conform recensământului din 2001, majoritatea populației localității Sînkovîci era vorbitoare de ucraineană (99,83%), existând în minoritate și vorbitori de alte limbi.